# Chaetodon sanctaehelenae
Chaetodon sanctaehelenae är en fiskart som beskrevs av Günther, 1868. Chaetodon sanctaehelenae ingår i släktet Chaetodon och familjen Chaetodontidae. IUCN kategoriserar arten globalt som livskraftig. Inga underarter finns listade i Catalogue of Life.